# Réserve de faune de la Nana-Barya
La réserve de faune de la Nana-Barya est une aire protégée de la République centrafricaine située au nord du pays à proximité de la frontière tchadienne. Elle a été créée le 11 décembre 1953 avec pour objet la protection de la grande faune.

## Géographie
Elle est située sur la rive gauche de la rivière Ouham, jusqu’au confluent avec la Nana-Barya dans le nord ouest de pays, son relief accidenté de quelques collines est très plat. Elle abrite de nombreuses mares permanentes.

## Flore et faune

### Flore
Sa végétation est de type soudanien.

### Faune
Sa faune abondante par le passé représentative des milieux soudano-guinéens est peu documentée.